# Nick Mason
Nicholas Berkeley »Nick« Mason, angleški glasbenik, * 27. januar 1944, Birmingham, Anglija. Je najbolj znan po vlogi bobnarja v angleški psihedelični rock skupini Pink Floyd. Bil je edini stalni član od leta 1964. Poleg kariere v glasbi se ukvarja še z avtomobilističnim dirkanjem in nastopa na dirkah kot je 24 ur Le Mansa.
Rodil se je v Birminghamu, osnovno in srednjo šolo pa je končal v Londonu. Vpisal se je na Westminstrsko univerzo, kjer je študiral arhitekturo. Tam je leta 1964 spoznal Rogerja Watersa, Boba Kloseja in Richarda Wrighta in so-ustanovil Pink Floyd.
1. 1 2  Record #120864975 // Gemeinsame Normdatei — 2012—2016.
2. ↑  Nacionalna zbirka normativnih podatkov Češke republike
3. ↑  Babelio — 2007.